# Підводні човни типу «Сейлфіш»
| ПЧ типу «Сейлфіш»          | ПЧ типу «Сейлфіш»                                   | ПЧ типу «Сейлфіш»                                   |
| -------------------------- | --------------------------------------------------- | --------------------------------------------------- |
| Sailfish-class submarine   |                                                     |                                                     |
|                            |                                                     |                                                     |
| Човен «Sailfish (SSR-572)» |                                                     |                                                     |
| Під прапором               | США                                                 | США                                                 |
| Спуск на воду              | 1953—1954 рр (2 човни)                              | 1953—1954 рр (2 човни)                              |
| Виведений зі складу флоту  | 1977—1978 рр.                                       | 1977—1978 рр.                                       |
| Сучасний статус            | утилізовані                                         | утилізовані                                         |
| Проєкт                     |                                                     |                                                     |
| Розробник проєкту          | Portsmouth Naval Shipyard                           | Portsmouth Naval Shipyard                           |
| Класифікація НАТО          | Sailfish                                            | Sailfish                                            |
| Основні характеристики     |                                                     |                                                     |
| Швидкість (надводна)       | 20,5 вузлів (38 км/год)                             | 20,5 вузлів (38 км/год)                             |
| Швидкість (підводна)       | 15 вузлів (28 км/год)                               | 15 вузлів (28 км/год)                               |
| Гранична глибина занурення | 217 м                                               | 217 м                                               |
| Автономність плавання      | 75 днів (18,5 000 км ходу)                          | 75 днів (18,5 000 км ходу)                          |
| Екіпаж                     | 95 осіб                                             | 95 осіб                                             |
| Розміри                    |                                                     |                                                     |
| Довжина найбільша (по КВЛ) | 110, м                                              | 110, м                                              |
| Ширина корпусу найб.       | 8,86 м                                              | 8,86 м                                              |
| Середня осадка (по КВЛ)    | 5 м                                                 | 5 м                                                 |
| Озброєння                  |                                                     |                                                     |
| Торпедно- мінне озброєння  | 6 носових ТА калібру 21 дюймів — 533 мм, 18 торпеди | 6 носових ТА калібру 21 дюймів — 533 мм, 18 торпеди |
| Зображення на Вікісховищі  |                                                     |                                                     |

Підводні човни типу «Сейлфіш» — 2 підводні човни ВМС США, котрі були призначені для ведення радіолокаційної розвідки. На той час вони були найбільшими човнами США, тільки човен типу «Аргонавт» проєкту 1920-их був тоді більшим від них.

## Історія
Човни спочатку були оснащені великим радіолокаторами BP2-2 і BPS-3, розташованих у кормовій частині. Вони були розроблені для високої надводної швидкості. Введені в експлуатацію у 1956 році, вони не слугували в ролі радіолокаційних розвідників до початку 1961 року. Бортові РЛС були замінені для повного розгортання протиракетної системи Grumman WF-2 Tracer. З цим устаткування обидва підводні човни служили до виведення їх з експлуатації в кінці 1970-их.

## Представники
| Назва     | Завод                     | закладений     | Спущений на воду | Переданий флоту | Виведений з флоту | Утилізований  |
| --------- | ------------------------- | -------------- | ---------------- | --------------- | ----------------- | ------------- |
| «Сейлфіш» | Portsmouth Naval Shipyard | 10 квітня 1951 | 8 грудня 1953    | 8 вересня 1955  | 29 вересня 1978   | травень 2007  |
| «Салмон»  | Portsmouth Naval Shipyard | 27 лютого 1952 | 10 березня 1954  | 25 лютого 1956  | 1 жовтня 1977     | 5 червня 1993 |